# Hedviga Malinová
Hedviga Malinová (węg. Malina Hedvig; ur. 1983) – studentka pochodzenia węgierskiego na Słowacji, która zeznała, że 25 sierpnia 2006 r. została zaatakowana przez dwóch mężczyzn ze względu na to, iż mówiła po węgiersku. Jej sprawa zyskała rozgłos medialny oraz odbiła się echem na szczeblu krajowym i międzynarodowym.
Kobieta miała zostać zaatakowana przez dwóch łysych mężczyzn w drodze na Wydział Studiów Środkowoeuropejskich Uniwersytetu Konstantyna Filozofa w Nitrze. Studentce zabrano portfel i kolczyki oraz powalono ją na trawę w parku, a na jej bluzce zostawiono wiadomość Maďari za Dunaj. SK bez parazitov („Węgrzy za Dunaj. SK bez pasożytów”). Po dwóch tygodniach śledztwo w tej sprawie zostało zamknięte przez policję, która stwierdziła, że zajście nie miało miejsca, a studentka wymyśliła wszystko, aby uniknąć egzaminu państwowego.
Pod koniec 2013 r. Hedviga Malinová postanowiła przyjąć obywatelstwo węgierskie i przeprowadzić się z rodziną do miasta Győr. Według jej słów miało to zapobiec szykanom ze strony policji i zastraszaniu. Premier i minister spraw wewnętrznych stwierdzili, że zeznanie kobiety było insynuacją służącą zaszkodzeniu reputacji rządu. Przeciwko kobiece wszczęto postępowanie w sprawie krzywoprzysięstwa.
Sprawa Malinowej przetoczyła się przez wszystkie instancje sądowe, w tym Europejski Trybunał Praw Człowieka.